# Pseudomalus auratus
Pseudomalus auratus, früher Omalus auratus, ist eine Art aus der Familie der Goldwespen (Chrysididae).

## Merkmale
Die Wespen erreichen eine Körperlänge von drei bis sieben Millimetern. Ihr Kopf und Thorax sind behaart. Die Art ist nur sehr schwer von den beiden sehr ähnlichen Pseudomalus violaceus und Pseudomalus pusillus abzugrenzen.

## Vorkommen
Die Art kommt in der gesamten Paläarktis vor. Sie besiedelt Waldränder und Gebüsche und kommt auch im Siedlungsbereich vor. Die Tiere fliegen mit einer unvollständigen zweiten Generation von Ende Mai bis Anfang Oktober. Sie sind in Mitteleuropa verbreitet anzutreffen.

## Lebensweise
Pseudomalus auratus parasitiert bei Grabwespen der Gattung Pemphredon, Passaloecus, Rhopalum, Psenulus und vermutlich auch Trypoxylon. Man findet die Larven häufig in Brombeer- und Himbeerzweigen, Totholz und auch in Nisthilfen.

## Belege